# Laccophilus congener
Laccophilus congener är en skalbaggsart som beskrevs av Omer-cooper 1957. Laccophilus congener ingår i släktet Laccophilus och familjen dykare. Inga underarter finns listade i Catalogue of Life.